# Associazione Calcio Polisportiva Afragolese 1984-1985
Questa pagina raccoglie le informazioni riguardanti l'Associazione Calcio Polisportiva Afragolese nelle competizioni ufficiali della stagione 1984-1985.

## Rosa
| N. |                   | Ruolo | Calciatore            |
| -- | ----------------- | ----- | --------------------- |
|    | Italia (bandiera) | D     | Aniello Campiluongo   |
|    | Italia (bandiera) |       | Ciannello             |
|    | Italia (bandiera) | D     | Daniele Chisari       |
|    | Italia (bandiera) | A     | Carlo Collaro         |
|    | Italia (bandiera) | D     | Agostino Consolo      |
|    | Italia (bandiera) | A     | Giuseppe Contino      |
|    | Italia (bandiera) | D     | Gino Cossaro          |
|    | Italia (bandiera) | D     | Alessandro Dati       |
|    | Italia (bandiera) | C     | Nicandro Della Vedova |
|    | Italia (bandiera) | D     | Luigi Falco           |
|    | Italia (bandiera) | D     | Carmine Falso         |

| N. |                   | Ruolo | Calciatore            |
| -- | ----------------- | ----- | --------------------- |
|    | Italia (bandiera) | C     | Gennaro Fischetti     |
|    | Italia (bandiera) | C     | Alfredo Fulvi         |
|    | Italia (bandiera) |       | Fusco                 |
|    | Italia (bandiera) | A     | Antonio Iazzetta      |
|    | Italia (bandiera) |       | Letizia               |
|    | Italia (bandiera) | P     | Sabatino Paparo       |
|    | Italia (bandiera) | P     | Giovanni Pascarella   |
|    | Italia (bandiera) | C     | Giovanni Pasquariello |
|    | Italia (bandiera) | A     | Salvatore Ruggiero    |
|    | Italia (bandiera) | C     | Stefano Sacco         |
|    | Italia (bandiera) | A     | Antonio Scotti        |